# Bóna Zoltán (politikus)
Bóna Zoltán (Kerepestarcsa, 1981. május 9. –) politikus, 2005-től 2014-ig Dunavarsány város polgármestere, 2014-től a Fidesz országgyűlési képviselője, 2017. és 2022. között a Fidesz frakcióvezető-helyettese 2018. augusztusától 2022. májusáig Pest megye fejlesztési feladatainak ellátásáért felelős miniszteri biztosa, 2022. júliusától helyi szintű és hazai forrásból megvalósuló településfejlesztési programok összehangolásáért és népszerűsítéséért felelős miniszteri biztosa.

## Életpályája
Születésétől fogva Dunavarsányban él, ahol szülei (Dr. Bóna Zoltán és felesége) református lelkipásztorként szolgáltak négy évtizeden keresztül. 
Az általános iskola első hat osztályát Dunavarsányban végezte, majd a szigetszentmiklósi Batthyány Kázmér Gimnáziumban érettségizett 2000-ben. 2010-ben diplomázott a komáromi Selye János Egyetem Teológiai Karán.

## Közéleti tevékenysége
1989-es megalakulása óta tagja a dunavarsányi 724. számú Kossuth Lajos Cserkészcsapatnak, 2010-től a Soli Deo Gloria Közösségnek is, 2021 óta a Dunavarsányi Református Egyházközség gondnokaként szolgál.
A Fidesz mellett a Nemzeti Fórumnak is tagja.
2017. márciusa óta a Summerfest Nemzetközi Folklórfesztivál és Népművészeti Vásárt évente megszervező százhalombattai Magyarok Öröksége Alapítvány kuratóriumának elnöke, mely szervezet a százhalombattai Forrás Néptáncegyüttes Független Színház és a Pesovár Ferenc Alpafokú Művészeti iskola fenntartója is.

## Politikai pályája
Politika és közélet iránti érdeklődése már egész fiatal korában kialakult. 2003-ban néhány hasonlóan gondolkozó barátjával és ismerősével megalapították a Fidesz Magyar Polgári Szövetség Dunavarsányi Szervezetét, amelynek elnöki feladatait azóta is ellátja.
2005 szeptemberében a dunavarsányi képviselő-testület önfeloszlatásának eredményeként kiírt időközi választáson a Fidesz jelöltjeként polgármesternek választják, ezzel – akkor 24 évesen – az ország legfiatalabb polgármestere lett. A 2006-os önkormányzati választáson a dunavarsányi polgárok 51%-os, majd a 2010-ben, több, mint 70%-os többséggel – immáron harmadik alkalommal – választották meg a város vezetésére.
A polgármesteri feladatok ellátása mellett 2010-től 2014-ig Pest Megye Önkormányzata Közgyűlésének tagja, valamint a Csepel-sziget és Környéke Többcélú Önkormányzati Társulás alelnöke 2010-től annak megszűnéséig (2013).
2013. év elejétől a Fidesz Magyar Polgári Szövetség Pest Megye 8-as számú választókerületének elnöke. A 2014. évi országgyűlési képviselő választáson, Pest megye 8. számú választókerületében Kuncze Gábort legyőzve a választópolgárok országgyűlési képviselőnek választottak meg. A 2014-2018-as ciklusban az Országgyűlés Törvényalkotási Bizottságának és a Nemzeti Összetartozás Bizottságának tagja.
2017. október 2. és 2022. május 5. között a Fidesz frakcióvezető-helyettese.
A 2018. április 8-ai országgyűlési választáson ismét mandátumot nyert a szigetszentmiklósi választókerületben, a Parlament Törvényalkotási Bizottság tagjaként folytatja munkáját. 2018. október 15-ig a Nemzeti Összetartozás Bizottságának alelnöke is.
2018. augusztus 1-étől 2022. július 31-ig Pest megye fejlesztési feladatainak ellátásáért felelős miniszteri biztos. 
A 2022-es országgyűlési választáson harmadszor választották meg Pest megye 8-as választókerületének országgyűlési képviselőjévé, e mellett az Országgyűlés Törvényalkotási Bizottságának tagja.
Dolgozik még a Nemzeti Összetartozás Bizottságában 2022. május 2. és 2023. február 27. között, majd az Európai Ügyek Bizottságában és 2023. február 27-től 2023. július 31-ig, ezt követően a Külügyi Bizottságban 2023. szeptember 26. óta.
2022. július 12. napjától a helyi szintű és hazai forrásból megvalósuló településfejlesztési programok összehangolásáért és népszerűsítéséért felelős miniszteri biztossá nevezte ki Dr. Gulyás Gergely Miniszterelnökséget vezető miniszter.